# ويليام هوبسون
ويليام هوبسون (بالإنجليزية: William Hobson)‏ هو مستكشف أسترالي وأيرلندي، ولد في 26 سبتمبر 1792 في وترفورد في جمهورية أيرلندا، وتوفي في 10 سبتمبر 1842 في أوكلاند في نيوزيلندا بسبب سكتة.